# Convenção de Berna

Países signatários da Convenção da União de Berna (a azul)

A Convenção de Berna relativa à proteção das obras literárias e artísticas, também geralmente conhecida como Convenção de Berna, por vezes designada Convenção da União de Berna, que estabeleceu o reconhecimento do direito de autor entre nações soberanas, foi adotada na cidade de Berna, Suíça, em 9 de setembro de 1886.

## História
A Convenção da União de Berna (CUB) nasce na década de 1880, fruto dos trabalhos que resultaram na Associação Literária e Artística Internacional (em francês: Association Littéraire et Artistique Internationale) de 1878, desenvolvida por insistência do escritor francês Victor Hugo. Antes da sua adoção, as nações frequentemente recusavam reconhecer os direitos autorais de trabalhos de estrangeiros. Por exemplo, um trabalho publicado em Londres por um britânico estaria protegido pelas leis do direito autoral no Reino Unido mas poderia ser reproduzido livremente na França, tal como um trabalho publicado em Paris por um francês estaria protegido pelo direito autoral em França, mas poderia ser reproduzido livremente no Reino Unido. Com a CUB, autores oriundos de outros países signatários passaram a ser tratados da mesma forma que os autores locais.
A Convenção foi revista em Paris (1896) e Berlim (1908), completada em Berna (1914), revista em Roma (1928), Bruxelas (1948), Estocolmo (1967) e Paris (1971), e emendada em 1979. Desde 1967 que a Convenção é administrada pela World Intellectual Property Organization (WIPO), incorporada nas Nações Unidas em 1974.
O Reino Unido assinou a Convenção em 1887 mas não implementou uma grande parte das disposições durante os cem anos seguintes. Já os Estados Unidos recusaram inicialmente a convenção porque tal implicaria uma alteração significativa à sua lei de direito de autor (particularmente no que diz respeito a direitos morais, remoção do requerimento de registo das obras, tal como a eliminação da obrigatoriedade do aviso de copyright). Só em 1988 o Reino Unido adotou efetivamente a CUB, seguido em 1989 pelo Estados Unidos.
Atualmente, quase todas as nações signatárias são membros da Organização Mundial do Comércio (OMC), pelo que o acordo nos aspetos comerciais da propriedade intelectual requer que os não-membros aceitem quase todas as condições da Convenção de Berna. Em abril de 2025, eram 181 os países signatários da Convenção.

## Conteúdo

### Objeto da proteção
O alcance objetivo da CUB são as obras literárias e artísticas, incluindo as de carácter científico, qualquer que seja o seu modo de expressão. Assim, não só os livros e as esculturas, objeto tradicional de proteção, mas também a multimédia, as produções a laser ou qualquer outra criação com auxílio a tecnologias futuras, caem no âmbito da Convenção, desde que redutíveis à noção de artístico ou  literário.
A Convenção, e uma série de leis nacionais, inclusive a brasileira, ao listar as obras suscetíveis de proteção, enfatiza que a relação é meramente exemplificativa, mas que haverá proteção não só para as obras originárias (o que é diferente de originais), como para as derivadas, como as traduções e adaptações, realizadas sob autorização (art. 2-3 e 2-4). A CUB assenta na proteção da forma, não das ideias. Para cair no seu âmbito, é preciso que as ideias estejam expressadas formalmente, por qualquer meio (oral, escrito, exibido, interpretado, por som ou imagem e combinação, etc). É a expressão formal de ideias que constitui o objeto do direito de autor, não as ideias mesmas.
No caso de obras de arte aplicadas (art. 2-1, c/c art 2-7 e art.7-4), especialmente no caso de desenhos e modelos industriais, a Convenção deixa às leis nacionais  a regulação de como se fará tal proteção (autoral, por patente, cumulativa ou sui generis). No entanto, se no país de origem não é concedida proteção no campo autoral, o país onde se procura obter a tutela também não está obrigado a garantir tal direito. Mas alguma protecção terá de ser dada, inclusive por força do art. 25 do Acordo TRIPs.
A CUB deixa as leis nacionais optar se vão ou não dar proteção a uma série de obras, tais como: textos oficiais, inclusive leis e jurisprudência (art. 2-4), enunciados estritamente orais de carácter político ou judicial (art. 2 bis-1), ou de outra natureza, quando reproduzidos pela imprensa ou radiodifusão; notícias do dia ou fait divers (art. 2-8); e obras não fixadas num suporte material (art. 2-2).

### Direitos suscetíveis de proteção
A primeira regra é a da não-exigência de qualquer formalidade para obter a proteção. Para países como o Brasil, onde se prevê o registro da obra, este é apenas ad probandum tantum, e completamente opcional. Assim, o resultado deste princípio é que - ao contrário do que acontece, por exemplo, com as patentes - o direito exclusivo nasce da criação e não de qualquer declaração estatal, e é garantido sem exigência de qualquer outra formalidade.
A CUB prevê a proteção dos direitos patrimoniais e dos direitos morais (art. 6 bis). Estes últimos serão, essencialmente, o direito de nominação (ou de paternidade da obra) e o de integridade da obra, face de eventuais alterações. Entre os direitos patrimoniais, são referidos especificamente o de autorizar a tradução (art. 8), permitir a reprodução (art.9-1), permitir a adaptação (art. 12) e autorizar a representação (art.11 e 11bis). Em várias disposições, está prevista a possibilidade de limitações ao direito, impostas pela lei nacional (art.9-2, art. 11 bis) ou de licenças obrigatórias, mas remuneradas, como no caso de reprodução fonográfica (art. 13).

### Tratamento nacional
A Convenção de Berna proporcionou que cada país signatário teria que reconhecer como protegidos pelo direito de autor os trabalhos criados por nacionais de qualquer dos outros países signatários, ou que tenham publicado pela primeira vez sua obra num dos países signatários, da mesma forma que protege os direitos de autores dos nacionais desse mesmo país. A definição do que é publicação, que varia conforme a natureza da obra, presume que esta seja posta à disposição do público, de maneira a atender razoavelmente às suas necessidades. No caso de uma obra cinematográfica, por exemplo, que tenha havido distribuição aos exibidores.
O país de origem da obra, cuja lei será aplicável, é determinado através de uma série de critérios do art. 5, alínea 4 da Convenção. Não obstante o princípio básico da Convenção, de tratamento nacional independentemente de reciprocidade, a CUB em várias disposições obriga a lei nacional a requisitos mínimos, enquanto que em outro se encontra limitada ao estatuto legal do país de origem. No tocante à duração dos direitos, por exemplo, o país onde se busca a protecção está vinculado a proteger, no máximo, o que o país de origem concede a seus nacionais (art.7-8).

### Duração do direito
A duração dos direitos patrimoniais tem o prazo mínimo do tempo de vida do autor mais 50 anos (art. 7), com algumas exceções notáveis: obras cinematográficas e das obras anónimas ou de pseudónimo (50 anos da publicação) e obras fotográficas ou de artes aplicadas (limite mínimo de 25 anos a contar da criação). Os países signatários eram, no entanto, livres de proporcionar tempos de proteção mais longos. A União Europeia (Diretiva do Conselho relativa à harmonização do prazo de proteção dos direitos de autor e de certos direitos conexos, de 1993) e os Estados Unidos, por exemplo, estenderam os prazos dos direitos de autor. Por outro lado, países signatários de revisões mais antigas da Convenção podem decidir proporcionar prazos de proteção mais curtos para determinados tipos de trabalhos.

### Países em desenvolvimento
A CUB prevê condições especiais para os países em desenvolvimento, em especial a licença obrigatória, não exclusiva e remunerada, para o caso de traduções para uso escolar, universitário e de pesquisa.